# Meo 5X

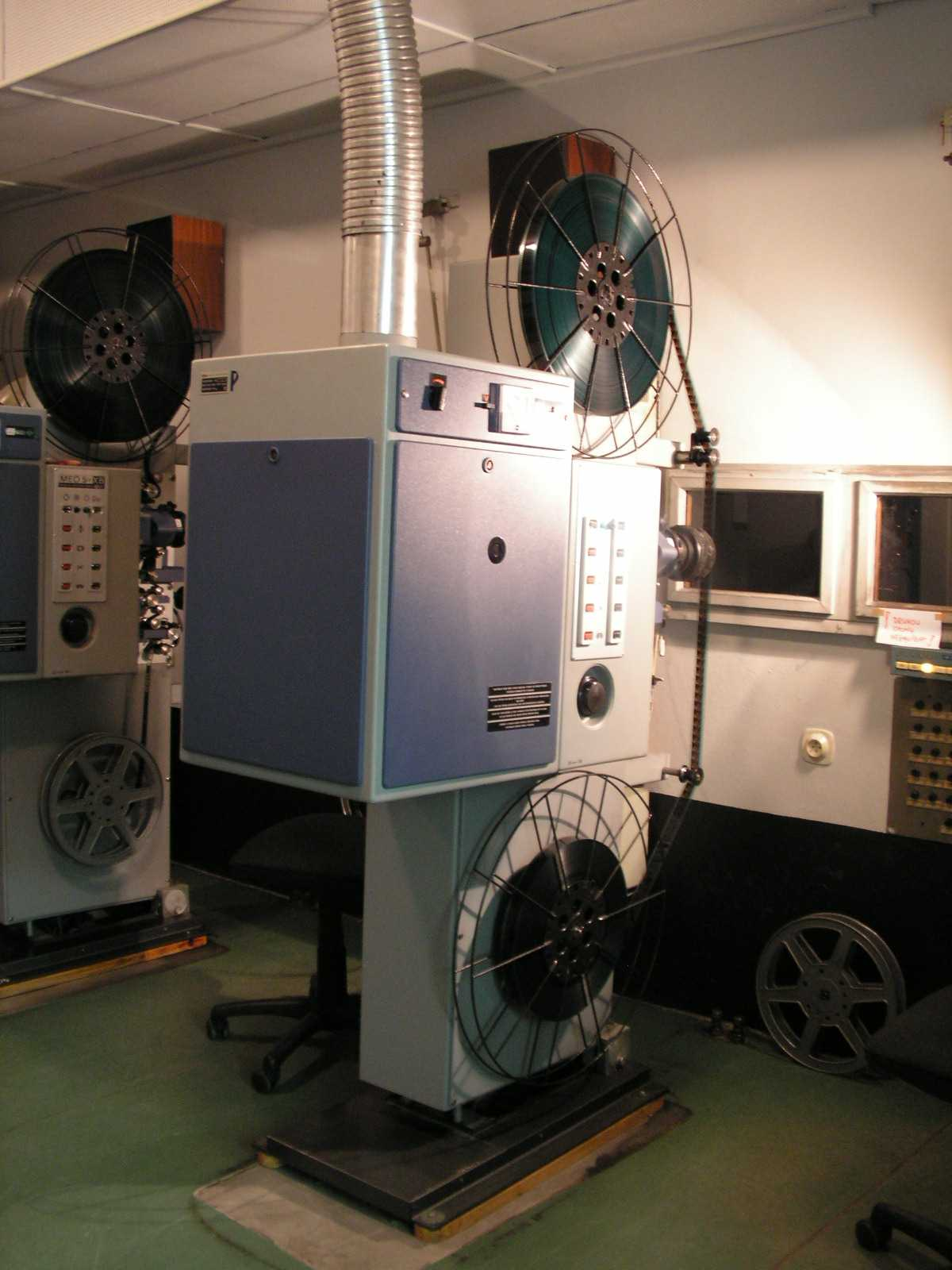
Meo 5X-B v tandemu

Meo 5X je profesionální stabilní promítací stroj pro filmový pás šíře 35 mm, který vyvinul a vyráběl československý (resp. později český) podnik Meopta Přerov. Označení Meo 5X vychází z faktu, že jde o v pořadí pátý profesionální stabilní optický projektor typové řady Meopton – a ovšem také poslední, neboť v důsledku digitalizace projekcí nebude patrně Meopta vyvíjet další projektor na filmovou technologii.

## Technický popis
Projektor je oproti svým předchůdcům (např. Meo III nebo UM 70/35) stavěn čistě funkcionalisticky, bez designérských příkras a ozdobných prvků. Základem je stojan, ve kterém je na liště namontovaná dolní navíjecí jednotka, nad ní je umístěn poměrně snadno vyjímatelný komplex filmové dráhy včetně pohonu. Navrch stojanu je montována jednoduchá odvíjecí jednotka s elektromotorovým brzděním. Lampová skříň, coby zdroj projekčního světla, je na stojan montována zvlášť zboku. Všechny ovládací prvky jsou umístěny na zvláštním panelu vedle filmové dráhy, elektroinstalace je řešena výměnnými kazetami s logickým rozlišením činností.

### Pohon
Projektor je vybaven třemi základními asynchronními elektromotory 220 V~: pro pohon strhovače, pro pohon dolní navíjecí jednotky a pro brzdění (resp. zpětný chod) horní odvíjecí jednotky. Hlavní elektromotor pro pohon strhovače zároveň pohání turbínku pro chlazení filmové dráhy, čtvrtý je osazen v lampové skříni a chladí katodu xenonové lampy.
Horní odvíjecí jednotka tvoří samostatný polocelek, montovaný na stojan. Hřídel pro osazení cívky s filmem má výměnný unašeč – základní průměr 8,5 mm s nasazovacím rondelem pro cívky 600 m, nebo lze namísto rondelu osadit nástavný čep o vnějším průměru 12 mm s vlastním rondelem pro cívky 1200 m a 1800 m. Pohon hřídelky od elektromotoru je zajištěn dvěma převody (může se vyskytnout s jedním) se sestupnou charakteristikou, převod je tvořen klínovými řemínky nebo (u novějších provedení) ozubenými řemínky. Hlavní úlohou odvíjecí jednotky je vyvozovat napnelismus v okamžiku zastavování a stání stroje (o síle 2,5 ±0,5 N), při projekčním běhu stroje je motor zapnutý a vyvíjí napnelismus o síle 0,5N, protože navíjecí i odvíjecí jednotky jsou opatřeny hysterezními elektromotory, při zpětném převíjení potom navíjí filmovou kopii zpět (silou nejméně 10 N).
Rozvod hnací síly pro válečky filmové dráhy je zajištěn dvojicí polyuretanových ozubených řemenů od hlavního elektromotoru. Protože zde není královská hřídel, vystačí si projektor s olejovou náplní pouze v bloku maltézské komory a všechny ostatní převody mají stálou náplň.
Dolní navíjecí jednotka je kopií odvíjecí jednotky, liší se pouze umístěním a provozním využitím. Na založený film při zastaveném projektoru vyvíjí tah 2,5 ±0,5 N, při projekci 8 ±0,5N (pro cívky 750, 1800 a 2400m), pokud je použita cívka pro 600 metrů filmu, tak musí být tah nastaven menší 5 ±0,5N, při zpětném převíjení je dolní jednotka zapnuta a brzdí film tahem 2,5 ±0,5N.

### Filmová dráha

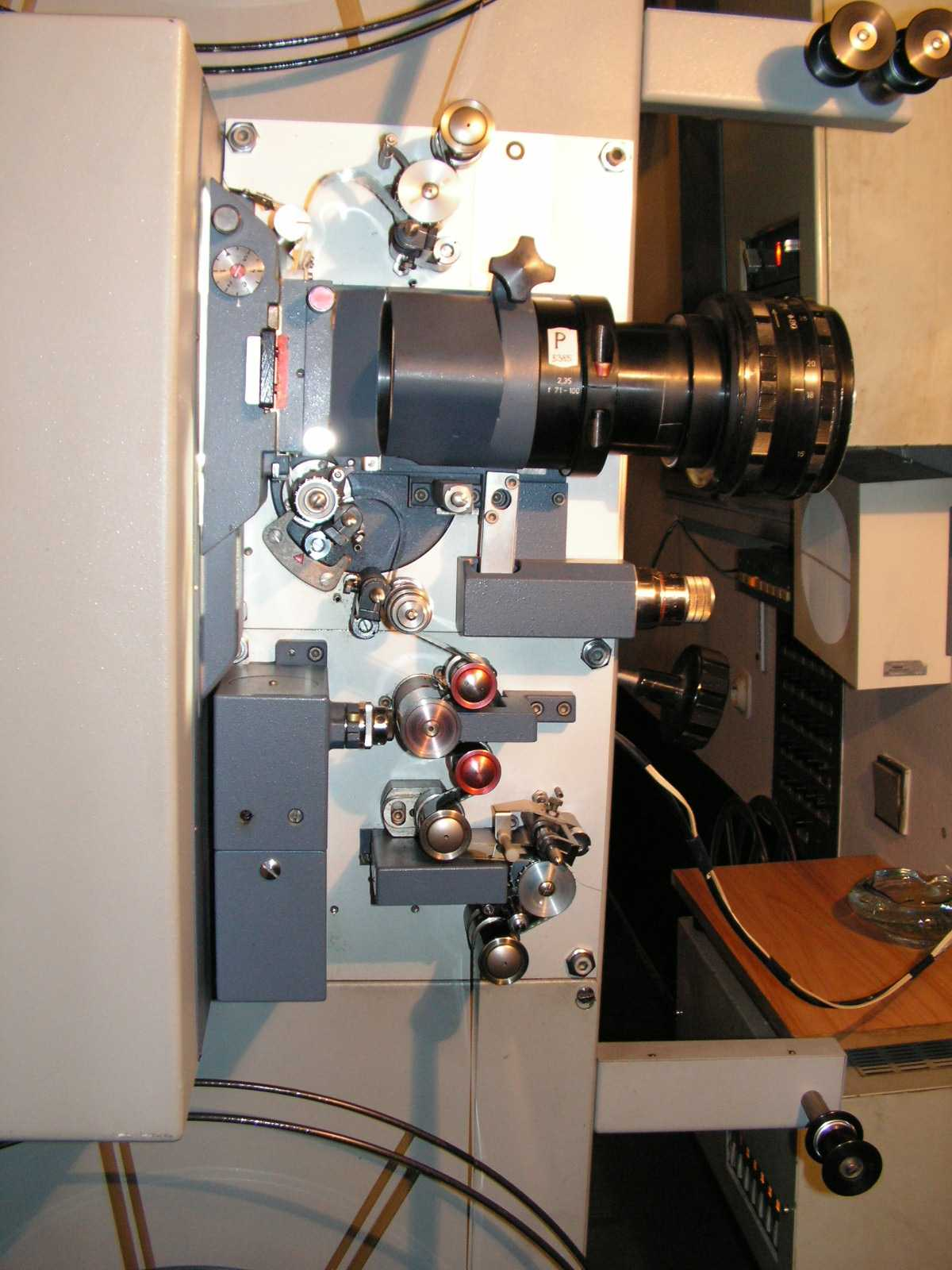
Filmová dráha projektoru Meo 5X-B

Posun filmu je kompletně usazen na jediné desce. 
Dráha začíná vodicí kladkou pod horní odvíjecí jednotkou, ze které filmová kopie přechází na horní tažný váleček (24 zubů).
Za válečkem začíná strhovací smyčka, která vstupuje do zaobleného vodítka filmové dráhy, integrovaného s držákem objektivu. Přítlačné lišty jsou delrinové, ale je možno je vyměnit za sametkové (v případě projekce černobílého filmu je to dokonce přikázáno výrobcem). Protože v tomto místě protíná filmovou dráhu paprsek projekčního světla, je zde filmová dráha chlazena vzduchem od turbínky.
Pod vodítkem pokračuje strhovací smyčka vstupem na strhovací váleček. Ten má 16 zubů, na každé políčko filmu tedy připadá 1/4 otáčky a strhovač vykoná 6 a 1/4 otáčky za sekundu. Seřizování strhu a vertikální umístění obrazu se provádí natáčením celého kompletu maltézské komory a tedy změnou vzdálenosti strhovače od vodorovné osy projekční okeničky.
Brzdicí váleček pod strhovačem má 16 zubů.
Okolo setrvačníku budiče zvuku se nachází dvojice tlumicích kladek na jedné páce. Budič zvuku je standardně mikrooptický, u novějších typů se snímačem Dolby je ale použita makrooptická technologie. Za zvukovým budičem je umístěn bezkontaktní (indukční) snímač povelových značek.
V posledním úseku filmové dráhy jsou další vodicí kladky, dolní zádržný váleček (32 zubů) a kladičkový koncový spínač na gravitačním principu. Za ním je poslední vodicí kladka a odsud již kopie vystupuje na cívku dolní navíjecí jednotky.
Pro zpětné rychlopřevíjení filmové kopie mezi projekcemi je projektor vybaven pomocnými kladkami na přední části stojanu. Filmová kopie se v tomto případě vyjímá z filmové dráhy, převádí na tyto pomocné kladky a stiskem jediného tlačítka na ovládacím panelu započne zpětné převíjení na horní jednotku. Horní kladka je opět vybavena gravitačním koncovým spínačem, který vypíná zpětné převíjení po výběhu kopie z převíjecí dráhy.

### Optická cesta
Zdrojem světla je xenonová lampa typu H1 pro horizontální výbojku 700–2500 W nebo H2 pro horizontální výbojku 2500–4000 W (v pozdější době byla vyvinuta ještě skříň H11 jako vylepšená verze H1). V lampové skříni je osazeno parabolické zrcadlo pro znásobení světelného paprsku a jeho usměrnění k objektivu. Katoda výbojky je chlazena náporovým větrákem a celá skříň odvětrána komínkem o průměru 140 mm, který je nutno vyvést do podtlakového potrubí kvůli odvětrání ozónu (u nových "bezozónových" xenonek promítači často potrubí odsunuli a vývod z lampy s úspěchem využívali k vytápění promítárny).
Světlo dál prochází jednokřídlou kotoučovou uzávěrkou, okolo blokovací clony s elektromagnetickým zdviháním, a spojnou čočkou maskovací filmové okeničky míří na filmové políčko, odkud pokračuje několikaprvkovým projekčním objektivem.
Objektiv se vyměňuje buď kompletně v držáku, anebo je v držáku umístěn pouze základní objektiv a formáty se mění otáčením karuselu s předsádkovými čočkami: afokální 1,2× (pro formát 1:1,37), afokální 1,4× (pro formát 1:1,66), afokální 1,6× (pro formát 1:1,85) a anamorfotická (pro formát 1:2,35) – protože je karusel třípolohový, zpravidla se čočka pro formát 1,85 vynechávala a promítalo se přes formát 1,66.

### Automatizace projekce
S výjimkou standardního provedení byly projektory osazovány čtyřmi kazetami logických obvodů pro automatizaci projekce: kazeta Z 01 je zdrojem stabilizovaného napětí 24 V pro elektromagnety prolínače, kazeta Z 02 zdrojem napětí pro prosvěcovací žárovku, kazeta RP 01 obsahuje logické obvody pro ovládání rozběhové a prolínací automatizace, kazeta PL 01 slouží pro ovládání napájecích obvodů pohonných elektromotorů a projekční lampy.
Automatizace byla vyvinuta v souladu s požadavky promítačů a později i zapracována do ON 19 8016 Úprava filmové kopie.
- 1) Po stisknutí tlačítka automatický provoz projektor sám najede na pozici indukční zastavovací značky STOP, kde zastaví a vyčká na další pokyny.
- 2) Jakmile projektor obdrží příkaz z druhého stroje nebo ručním ovládáním, rozjede pohon, rozsvítí lampu a po 7 sekundách prolne obraz na plátno a spustí snímání zvukové stopy.
- 3) Zároveň s tím je uzavřena projekční cesta druhého projektoru a ukončeno snímání jeho zvukové stopy.
- 4) Při zaznamenání průchodu indukční značky START v průběhu projekce stroj vydá povel druhému projektoru a vyčká, dokud druhý stroj nepřevezme projekci.
- 5) Stroj bez projekce běží do chvíle, než opět zaznamená značka STOP – v tu chvíli se zastaví pohonný motor a zhasne projekční lampa.

Kazety RP 01 a PL 01 byly postupem času vyměněny za spolehlivější provedení pod označením RP 02 a PL 02.
Modely Meo 5X-S neměly projekční automatizaci a musely se ovládat zcela ručně.
Modely Meo 5X Automatic byly naopak osazeny dalšími kazetami logických obvodů pro ovládání opon a osvětlení kinosálu a pro automatickou změnu filmového formátu (včetně výměny objektivu). 
U nejnovějších strojů Meo 5 XB-1 a Meo 5 XB-3 je místo jednotlivých kazet osazena počítačová automatika Siemens.

## Vyráběné typy

### Meo 5X
Základní typ projektoru původního provedení, objektivy se vyměňují ručně a každý zvlášť.

### Meo 5X-B
- Zdokonalený projektor s vylepšeným ovládacím panelem a třípolohovým karuselem pro formátování obrazu.
- Osazený mikro optikou pro snímání zvukové stopy.
- Vyráběny v 80. letech.

### Meo 5X-S
Zjednodušené standardní provedení Meo 5X-B, určené především pro export (zejména Sovětský svaz), s pouze dvoupolohovým karuselem a zjednodušenou elektroinstalací bez projekční automatizace.

### Meo 5X Automatic
Vylepšené provedení Meo 5X-B s mnoha odlišnostmi: 
- Pohon strhovače nezajišťuje maltézská komora, ale krokový elektromotor. Mezi projekcemi tak není nutné vytahovat kopii z dráhy, ale kopie se převine reverzací pohonu ve filmové dráze dvojnásobnou rychlostí.
- Odvíjecí a navíjecí jednotka jsou uzpůsobeny pro cívky 2400 m.
- Maskování obrazové okeničky a výměna pozic v karuselu je automatizována servomotorkem.
- Logika ovládacích obvodů je doplněna obvody pro maskování obrazu, ovládání jevištních opon a sálového osvětlení.
- Pro zvýšený příkon a spolehlivější chod jsou pohony zajištěny třífázovými elektromotory (380 V~).

Provedení Automatic mělo zjednodušit práci promítačům tím, že se jejich práce v průběhu projekce omezila na občasný dozor nad chodem stroje – veškerou činnost měly obstarat projektory samy po stisknutí jediného tlačítka. V praxi však tento typ přinesl spíše rozčarování a byl využit jen v několika málo velkých kinech s opakovanou projekcí jednoho titulu: logika projektoru totiž vyžaduje mnohem pečlivější přístup k přípravě kopie a následné, nikoliv střídavé řazení dílů na cívkách. Problémy s kvalitou elektroniky obvodů také přispěly k tomu, že promítači tyto projektory často odmítali a vyžadovali "obyčejné" Meo 5X-B, nebo je svévolně upravovali a přestavovali tak, aby nebyli nuceni využívat původní technologii Meopty (to se týká např. trutnovského kina Vesmír).

### Meo 5 XB1
Vylepšené provedení typu Meo 5X-B.
- Třífázový pohon, maltézská komora se stabilitou 0,1 %, ovládací čtyřkazetová elektronika nahrazena programovatelným panelem Siemens.
- Ruční ovládání ostření, ruční výměna formátů blokovaným karuselem a výsuvnou maskovací okeničkou.
- Standardně osazován makrooptický budič zvuku Meopta Red-bloc pro snímání stereozvuku Dolby.

Tento typ byl vyvinut zejména pro jednosálová kina.

### Meo 5 XB3
Zdokonalené provedení typu Meo 5X-B s využitím prvků z typu Automatic. 
- Třífázový pohon, maltézská komora se stabilitou 0,1 %, ovládací šestikazetová elektronika nahrazena panelem Siemens s počítačovým programováním.
- Dálkové spínání, ostření a přepínání formátů servomotorovým karuselem s převodem na maskovací okeničku.
- Standardně osazován makrooptický budič zvuku Meopta Red-bloc pro snímání stereozvuku Dolby.
- Filmové cívky 2400 m, stroj je ale připraven i pro vedení filmu z horizontálních disků pro projekci ve smyčce.

Tento typ byl hromadně nasazován v českých multiplexech.